# Saison 1980-1981 de l'AS Saint-Étienne
Chronologie
Saison précédente Saison suivante
Cette page présente la saison 1980-1981 de l'AS Saint-Étienne. Le club évolue en Division 1, en Coupe de France et en Coupe de l'UEFA.

## Résumé de la saison
- Le club est champion de France de Division 1 pour la 10e fois.
- En Coupe de France, le club est finaliste mais perd contre le SC Bastia sur le score de 2 buts à 1.
- En Coupe de l'UEFA, le club va jusqu'en quart de finale, avant de faire éliminer par Ipswich, futur vainqueur de la compétition cette saison-là.
- Michel Platini termine meilleur buteur du club avec 29 buts, toutes compétitions confondues devant Johnny Rep avec 21 buts.
- 3 départs importants : ceux de Dominique Rocheteau, Pierre Repellini et Gérard Farison. Les principales arrivées ont lieu en défense avec Patrick Battiston et Bernard Gardon

## Équipe professionnelle

### Transferts
Sont considérés comme arrivées, des joueurs n’ayant pas joué avec l’équipe 1 la saison précédente.
| Nom                   | Nationalité | Poste     | Transfert      | Provenance/Destination | Division   |
| --------------------- | ----------- | --------- | -------------- | ---------------------- | ---------- |
| Arrivées              |             |           |                |                        |            |
| Patrick Battiston     |             | Défenseur | Transfert      | FC Metz                | Division 1 |
| Bernard Gardon        |             | Défenseur | Transfert      | Monaco                 | Division 1 |
| Jean-Philippe Primard |             | Défenseur | -              | Formé au club          | -          |
| Firmin Perez          |             | Défenseur | -              | Lyon B                 | -          |
| Thierry Wolff         |             | Défenseur | -              | Formé au club          | -          |
| Yves Colleu           |             | Milieu    | -              | Formé au club          | -          |
| Départs               |             |           |                |                        |            |
| Jacques Borel         |             | Milieu    | Décès          | -                      | -          |
| Gérard Farison        |             | Défenseur | Arrêt carrière | -                      | -          |
| Pierre Repellini      |             | Défenseur | Transfert      | Hyères                 | Division 3 |
| Alain Chaussin        |             | Défenseur | Transfert      | FC Gueugnon            | Division 2 |
| Dominique Rocheteau   |             | Attaquant | Transfert      | Paris-Saint-Germain FC | Division 1 |

### Championnat

#### Matchs allers
| Date       | N o | Adversaire             | Lieu | Résultat | Buteurs pour Saint-Étienne                | Points | Classement |
| ---------- | --- | ---------------------- | ---- | -------- | ----------------------------------------- | ------ | ---------- |
| 24/07/1980 | J01 | Bordeaux               | Ext. | 3 - 0    | -                                         | 0      | 19         |
| 29/07/1980 | J02 | OGC Nice               | Dom. | 3 - 2    | Rep 9e 17e, Platini 83e                   | 2      | 14         |
| 05/08/1980 | J03 | Bastia                 | Ext. | 2 - 1    | Roussey 69e                               | 2      | 17         |
| 12/08/1980 | J04 | AS Nancy Lorraine      | Dom. | 4 - 1    | Roussey 6e, Larios 9e, Platini 14e 35e    | 4      | 10         |
| 19/08/1980 | J05 | RC Strasbourg          | Ext. | 0 - 2    | Paganelli 26e, Zimako 89e                 | 6      | 4          |
| 22/08/1980 | J06 | Angers SCO             | Dom. | 5 - 0    | Roussey 3e 24e 33e, Platini 59e , Rep 64e | 8      | 3          |
| 26/08/1980 | J07 | AJ Auxerre             | Ext. | 0 - 2    | Rep 9e, Platini 51e                       | 10     | 2          |
| 29/08/1980 | J08 | Lille OSC              | Dom. | 3 - 1    | Battiston 10e, Platini 43e, Rep 67e       | 12     | 1          |
| 09/09/1980 | J09 | Olympique lyonnais     | Ext. | 1 – 1    | Zimako 44e                                | 13     | 1          |
| 12/09/1980 | J10 | US Valenciennes-Anzin  | Dom. | 4 - 0    | Platini 8e 33e, Roussey 51e, Rep 55e      | 15     | 1          |
| 23/09/1980 | J11 | AS Monaco FC           | Ext. | 1 - 2    | Rep 24e, Roussey 38e                      | 17     | 1          |
| 26/09/1980 | J12 | FC Metz                | Dom. | 3 - 0    | Rep 23e, Battiston 66e, Larios 89e        | 19     | 1          |
| 04/10/1980 | J13 | Paris-Saint-Germain FC | Ext. | 1 – 1    | Roussey 16e                               | 20     | 1          |
| 14/10/1980 | J14 | Stade lavallois        | Ext. | 0 – 0    | -                                         | 21     | 2          |
| 17/10/1980 | J15 | FC Sochaux             | Dom. | 3 - 0    | Rep 67e, Platini 75e, Larios 87e          | 23     | 1          |
| 31/10/1980 | J16 | RC Lens                | Ext. | 1 – 1    | Zanon 42e                                 | 24     | 1          |
| 08/11/1980 | J17 | FC Nantes              | Dom. | 0 – 0    | -                                         | 25     | 1          |
| 12/11/1980 | J18 | Nîmes Olympique        | Ext. | 0 - 1    | Roussey 36e                               | 27     | 1          |
| 23/11/1980 | J19 | FC Tours               | Dom. | 1 - 2    | Zimako 62e                                | 27     | 2          |

#### Matchs retours
| Date       | N o | Adversaire             | Lieu | Résultat | Buteurs pour Saint-Étienne                        | Points | Classement |
| ---------- | --- | ---------------------- | ---- | -------- | ------------------------------------------------- | ------ | ---------- |
| 29/11/1980 | J20 | OGC Nice               | Dom. | 0 - 1    | Rep 78e                                           | 29     | 1          |
| 05/12/1980 | J21 | Bastia                 | Dom. | 3 - 0    | Roussey 31e 47e, Platini 41e                      | 31     | 1          |
| 13/12/1980 | J22 | AS Nancy Lorraine      | Ext. | 0 – 0    | -                                                 | 32     | 2          |
| 21/12/1980 | J23 | RC Strasbourg          | Dom. | 3 - 0    | Zanon 23e, Zimako 84e, Battiston 87e              | 34     | 2          |
| 25/01/1981 | J24 | Angers SCO             | Ext. | 1 – 1    | Platini 33e                                       | 35     | 2          |
| 01/02/1981 | J25 | AJ Auxerre             | Dom. | 2 - 0    | Platini 55e, Larios 82e                           | 37     | 2          |
| 06/02/1981 | J26 | Lille OSC              | Ext. | 1 - 3    | Paganelli 16e, Platini 68e 70e                    | 39     | 2          |
| 22/02/1981 | J27 | Olympique lyonnais     | Dom. | 3 - 2    | Paganelli 16e, Platini 35e, Ferri 40e (csc)       | 41     | 2          |
| 28/02/1981 | J28 | US Valenciennes-Anzin  | Ext. | 0 - 1    | Platini 35e                                       | 43     | 2          |
| 14/03/1981 | J29 | AS Monaco FC           | Dom. | 5 - 1    | Platini 40e, Rep 64e 81e , Zimako 70e, Larios 75e | 45     | 1          |
| 28/03/1981 | J30 | FC Metz                | Ext. | 0 – 0    | -                                                 | 46     | 1          |
| 07/04/1981 | J31 | Paris-Saint-Germain FC | Dom. | 0 - 2    | -                                                 | 46     | 1          |
| 15/04/1981 | J32 | Stade lavallois        | Dom. | 1 - 0    | Rep 35e                                           | 48     | 1          |
| 26/05/1981 | J33 | FC Sochaux             | Ext. | 1 - 2    | Battiston 28e, Lopez 33e                          | 50     | 1          |
| 05/05/1981 | J34 | RC Lens                | Dom. | 0 – 0    | -                                                 | 51     | 1          |
| 12/05/1981 | J35 | FC Nantes              | Ext. | 1 – 1    | Zanon 51e                                         | 52     | 1          |
| 22/05/1981 | J36 | Nîmes Olympique        | Dom. | 0 – 0    | -                                                 | 53     | 2          |
| 29/05/1981 | J37 | FC Tours               | Ext. | 1 - 3    | Platini 15e, Rep 38e, Roussey 76e                 | 55     | 1          |
| 02/06/1981 | J38 | Bordeaux               | Dom. | 2 - 1    | Platini 25e 41e                                   | 57     | 1          |

#### Classement final
En cas d'égalité entre deux clubs, le premier critère de départage est la différence de buts.
| Rang | Équipe                   | Pts | J  | G  | N  | P  | Bp | Bc | Diff |
| ---- | ------------------------ | --- | -- | -- | -- | -- | -- | -- | ---- |
| 1    | AS Saint-Étienne         | 57  | 38 | 23 | 11 | 4  | 68 | 26 | +42  |
| 2    | FC Nantes T              | 55  | 38 | 22 | 11 | 5  | 74 | 36 | +38  |
| 3    | FC Girondins de Bordeaux | 49  | 38 | 18 | 13 | 7  | 57 | 34 | +23  |
| 4    | AS Monaco FC             | 49  | 38 | 19 | 11 | 8  | 58 | 41 | +17  |
| 5    | Paris-Saint-Germain FC   | 46  | 38 | 17 | 12 | 9  | 62 | 50 | +12  |
| 6    | Olympique lyonnais       | 41  | 38 | 14 | 13 | 11 | 70 | 54 | +16  |
| 7    | RC Strasbourg            | 40  | 38 | 14 | 12 | 12 | 44 | 47 | -3   |
| 8    | AS Nancy Lorraine        | 37  | 38 | 15 | 7  | 16 | 55 | 49 | +6   |
| 9    | FC Metz                  | 36  | 38 | 10 | 16 | 12 | 48 | 53 | -5   |
| 10   | AJ Auxerre P             | 36  | 38 | 10 | 16 | 12 | 46 | 52 | -6   |
| 11   | US Valenciennes-Anzin    | 36  | 38 | 12 | 12 | 14 | 51 | 70 | -19  |
| 12   | SEC Bastia C             | 35  | 38 | 13 | 9  | 16 | 50 | 55 | -5   |
| 13   | RC Lens                  | 34  | 38 | 10 | 14 | 14 | 46 | 48 | -2   |
| 14   | FC Sochaux               | 34  | 38 | 10 | 14 | 14 | 51 | 59 | -8   |
| 15   | OGC Nice                 | 32  | 38 | 10 | 12 | 16 | 47 | 61 | -14  |
| 16   | Stade lavallois          | 31  | 38 | 10 | 11 | 17 | 49 | 55 | -6   |
| 17   | Lille OSC                | 31  | 38 | 10 | 11 | 17 | 55 | 71 | -16  |
| 18   | FC Tours P               | 31  | 38 | 9  | 13 | 16 | 54 | 71 | -17  |
| 19   | Nîmes Olympique          | 26  | 38 | 6  | 14 | 18 | 46 | 66 | -20  |
| 20   | Angers SCO               | 24  | 38 | 5  | 14 | 19 | 33 | 66 | -33  |

Victoire à 2 points
Qualifications européennes
Coupe des clubs champions européens
- 1er : tour préliminaire

Coupe d'Europe des vainqueurs de coupe
- Vainqueur de la Coupe de France : 1er tour (1/16 de finale)

Coupe UEFA
- 2e, 3e et 4e : 1er tour (1/32 de finale)

Relégation
- 18e : barrage de relégation en Division 2
- 19e et 20e : relégation en Division 2

Abréviations
T : Tenant du titre

C : Vainqueur de la Coupe de France 1980-81

P : Promus de Division 2
- Les vainqueurs des deux groupes de D2, le Stade brestois et le Montpellier PSC, obtiennent la montée directe en D1. Les deux deuxièmes des groupes s'affrontent en barrages : le Toulouse FC bat l'US Nœux-les-Mines (0-2 puis 5-0) et gagne le droit de défier le 18e de D1, le FC Tours, pour obtenir la troisième place en D1. C'est finalement le FC Tours qui remporte ce barrage (1-0 puis 2-2) et garde sa place en D1.* Les vainqueurs des deux groupes de D2, l'AJ Auxerre et le FC Tours, obtiennent la montée directe en D1. Les deux deuxièmes des groupes s'affrontent en barrages : l'Olympique avignonnais bat le Stade rennais FC (0-0 puis 3-2) et gagne le droit de défier le 18e de D1, l'Olympique lyonnais, pour obtenir la troisième place en D1. C'est finalement l'Olympique lyonnais qui remporte ce barrage (6-0 puis 2-4) et garde sa place en D1.

### Coupe de France

#### Tableau récapitulatif des matchs
| Date       | N o                     | Adversaire        | Lieu                                  | Résultat | Buteurs pour Saint-Étienne                       | Suite                               |
| ---------- | ----------------------- | ----------------- | ------------------------------------- | -------- | ------------------------------------------------ | ----------------------------------- |
| 15/02/1981 | 32èmes de finale        | Saint-Dié         | Stade Marcel-Picot,Nancy              | 0 - 2    | Paganelli 14e, Platini 70e                       | Qualifiés pour les 16èmes de finale |
| 07/03/1981 | 16èmes de finale aller  | FC Valence        | Stade Georges-Pompidou, Valence       | 0 - 1    | Platini 49e                                      | -                                   |
| 11/03/1981 | 16èmes de finale retour | FC Valence        | Stade Geoffroy-Guichard,Saint-Étienne | 5 - 0    | Janvion 2e, Rep 20e, Zimako 26e, Roussey 43e 45e | Qualifiés pour les 8èmes de finale  |
| 04/04/1981 | 8èmes de finale aller   | AS Nancy Lorraine | Stade Marcel-Picot,Nancy              | 2 - 1    | Platini 41e                                      | -                                   |
| 11/04/1981 | 8èmes de finale retour  | AS Nancy Lorraine | Stade Geoffroy-Guichard,Saint-Étienne | 3 - 1    | Platini 5e, Larios 14e (pen.), Roussey 84e       | Qualifiés pour les quarts de finale |
| 08/05/1981 | Quart de finale aller   | Montpellier       | Stade Geoffroy-Guichard,Saint-Étienne | 2 - 1    | Zanon 23e, Zimako 42e                            | -                                   |
| 19/05/1981 | Quart de finale retour  | Montpellier       | Stade de la Mosson,Montpellier        | 1 – 1    | Platini 16e                                      | Qualifiés pour les demi-finales     |
| 01/06/1981 | Demi-finale aller       | RC Strasbourg     | Stade Geoffroy-Guichard,Saint-Étienne | 2 - 1    | Bellus 32e, Zanon 67e                            | -                                   |
| 09/06/1981 | Demi-finale retour      | RC Strasbourg     | Stade de la Meinau,Strasbourg         | 1 – 1    | Perez 88e                                        | Qualifiés pour la finale            |
| 13/06/1981 | Finale                  | SEC Bastia        | Parc des Princes,Paris                | 2 - 1    | Santini 72e (pen.)                               | -                                   |

### Coupe de l'UEFA

#### Tableau récapitulatif des matchs
| Date       | N o                     | Adversaire                 | Lieu                                  | Résultat | Buteurs pour Saint-Étienne                                                    | Suite                           |
| ---------- | ----------------------- | -------------------------- | ------------------------------------- | -------- | ----------------------------------------------------------------------------- | ------------------------------- |
| 17/09/1980 | 1er tour aller          | Kuopion Palloseura         | Magnum Areena, Kuopio                 | 0 - 7    | Paganelli 34e 63e, Platini 48e 73e, Rep 78e, Janvion 81e, Hyvarinen 84e (csc) | -                               |
| 01/10/1980 | 1er tour retour         | Kuopion Palloseura         | Stade Geoffroy-Guichard,Saint-Étienne | 7 - 0    | Rep 21e 43e 70e 83e (pen.), Lestage 31e, Paganelli 73e, Lopez 80e             | Qualifiés pour le second tour   |
| 22/10/1980 | 16èmes de finale aller  | Saint Mirren Football Club | St. Mirren Park,Paisley               | 0 – 0    | -                                                                             | -                               |
| 05/11/1980 | 16èmes de finale retour | Saint Mirren Football Club | Stade Geoffroy-Guichard,Saint-Étienne | 2 - 0    | Larios 14e 53e                                                                | Qualifiés pour le prochain tour |
| 26/11/1980 | 8èmes de finale aller   | Hambourg                   | Volksparkstadion,Hambourg             | 0 - 5    | Hartwig 8e (csc), Platini 26e 87e, Larios 38e, Zimako 84e                     | -                               |
| 10/12/1980 | 8èmes de finale retour  | Hambourg                   | Stade Geoffroy-Guichard,Saint-Étienne | 1 - 0    | Paganelli 10e                                                                 | Qualifiés pour le prochain tour |
| 04/03/1981 | Quart de finale aller   | Ipswich                    | Stade Geoffroy-Guichard,Saint-Étienne | 1 - 4    | Rep 16e                                                                       | -                               |
| 18/03/1981 | Quart de finale retour  | Ipswich                    | Portman Road, Ipswich                 | 3 - 1    | Zimako 79e                                                                    | Éliminés                        |

### Statistiques

#### Équipe-type
| \| Castaneda Janvion Lopez Gardon Battiston (Santini) Zanon (Elie) Larios Platini Rep Roussey (Paganelli) Zimako \| Équipe-type de la saison 1980-1981 |
| Castaneda Janvion Lopez Gardon Battiston (Santini) Zanon (Elie) Larios Platini Rep Roussey (Paganelli) Zimako                                          |

#### Buteurs
| Place | Nom                  | Division 1 | Coupe de France | Coupe de l'UEFA | TOTAL des BUTS |
| 1     | Michel Platini       | 20 buts    | 5 buts          | 4 buts          | 29 buts        |
| 2     | Johnny Rep           | 14 buts    | 1 but           | 6 buts          | 21 buts        |
| 3     | Laurent Roussey      | 12 buts    | 3 buts          | -               | 15 buts        |
| 4     | Jacques Zimako       | 5 buts     | 2 buts          | 2 buts          | 9 buts         |
| 4     | Jean-François Larios | 5 buts     | 1 but           | 3 buts          | 9 buts         |
| 6     | Laurent Paganelli    | 3 buts     | 1 but           | 4 buts          | 8 buts         |
| 7     | Jean-Louis Zanon     | 3 buts     | 2 buts          | -               | 5 buts         |
| 8     | Patrick Battiston    | 4 buts     | -               | -               | 4 buts         |
| 9     | Gérard Janvion       | -          | 1 but           | 1 but           | 2 buts         |
| 9     | Christian Lopez      | 1 but      | -               | 1 but           | 2 buts         |
| 10    | Jacques Santini      | -          | 1 but           | -               | 1 but          |
| 10    | Patrice Lestage      | -          | -               | 1 but           | 1 but          |
| 10    | Firmin Perez         | -          | 1 but           | -               | 1 but          |
| 10    | Eric Bellus          | -          | 1 but           | -               | 1 but          |
| #     | contre son camp      | 1 but      | -               | 2 buts          | 3 buts         |
| Total | 14 buteurs           | 68 buts    | 19 buts         | 24 buts         | 111 buts       |

Date de mise à jour : le 16 juillet 2015.

#### Affluences
515 895 spectateurs ont assisté à une rencontre au stade cette saison, soit une moyenne de 19 107 par match.
27 rencontres ont eu lieu à Geoffroy-Guichard durant la saison.

Affluence de l'AS Saint-Étienne à domicile

### Équipe de France
7  stéphanois auront les honneurs de l’Equipe de France cette saison : Christian Lopez   (6 sélections), Gérard Janvion , Jean-François Larios et Jacques Zimako avec 5 sélections , Michel Platini (4 sélections), Jean Castaneda et  Patrick Battiston (2 sélections).
| Joueurs              | Position          | Date       | Lieu      | Adversaire | Type rencontre               | Score | Temps de jeu | Buts                  | Cartons |
| Jean Castaneda       | Gardien           | 18.02.1981 | Madrid    | Espagne    | Amical                       | 1 - 0 | 90           | -                     | -       |
| Jean Castaneda       | Gardien           | 13.05.1981 | Paris     | Brésil     | Amical                       | 1 - 3 | 45           | -                     | -       |
| Patrick Battiston    | Défenseur         | 11.10.1980 | Limassol  | Chypre     | Eliminatoires Coupe du monde | 0 - 7 | 90           | -                     |         |
| Patrick Battiston    | Défenseur         | 28.10.1980 | Paris     | Eire       | Eliminatoires Coupe du monde | 2 - 0 | 90           | -                     |         |
| Christian Lopez      | Défenseur         | 28.10.1980 | Paris     | Eire       | Eliminatoires Coupe du monde | 2 - 0 | 90           | -                     |         |
| Christian Lopez      | Défenseur         | 19.11.1980 | Hanovre   | R.F.A.     | Amical                       | 4 - 1 | 90           | -                     | -       |
| Christian Lopez      | Défenseur         | 18.02.1981 | Madrid    | Espagne    | Amical                       | 1 - 0 | 90           | -                     | -       |
| Christian Lopez      | Défenseur         | 25.03.1981 | Feyenoord | Pays-Bas   | Eliminatoires Coupe du monde | 1 - 0 | 90           | -                     | -       |
| Christian Lopez      | Défenseur         | 29.04.1981 | Paris     | Belgique   | Eliminatoires Coupe du monde | 3 - 2 | 90           | -                     | -       |
| Christian Lopez      | Défenseur         | 13.05.1981 | Paris     | Brésil     | Amical                       | 1 - 3 | 90           | -                     | -       |
| Gérard Janvion       | Défenseur         | 19.11.1980 | Hanovre   | R.F.A.     | Amical                       | 4 - 1 | 90           | -                     | -       |
| Gérard Janvion       | Défenseur         | 18.02.1981 | Madrid    | Espagne    | Amical                       | 1 - 0 | 90           | -                     | -       |
| Gérard Janvion       | Défenseur         | 25.03.1981 | Feyenoord | Pays-Bas   | Eliminatoires Coupe du monde | 1 - 0 | 90           | -                     | -       |
| Gérard Janvion       | Défenseur         | 29.04.1981 | Paris     | Belgique   | Eliminatoires Coupe du monde | 3 - 2 | 90           | -                     | -       |
| Gérard Janvion       | Défenseur         | 13.05.1981 | Paris     | Brésil     | Amical                       | 1 - 3 | 90           | -                     | -       |
| Michel Platini       | Milieu de terrain | 11.10.1980 | Limassol  | Chypre     | Eliminatoires Coupe du monde | 0 - 7 | 90           | 14e 23e               |         |
| Michel Platini       | Milieu de terrain | 28.10.1980 | Paris     | Eire       | Eliminatoires Coupe du monde | 2 - 0 | 90           | 11e                   |         |
| Michel Platini       | Milieu de terrain | 19.11.1980 | Hanovre   | R.F.A.     | Amical                       | 4 - 1 | 90           | -                     | -       |
| Michel Platini       | Milieu de terrain | 18.02.1981 | Madrid    | Espagne    | Amical                       | 1 - 0 | 90           | -                     | -       |
| Jean-François Larios | Milieu de terrain | 11.10.1980 | Limassol  | Chypre     | Eliminatoires Coupe du monde | 0 - 7 | 90           | 40e (pen.) 76e (pen.) |         |
| Jean-François Larios | Milieu de terrain | 28.10.1980 | Paris     | Eire       | Eliminatoires Coupe du monde | 2 - 0 | 90           | -                     |         |
| Jean-François Larios | Milieu de terrain | 19.11.1980 | Hanovre   | R.F.A.     | Amical                       | 4 - 1 | 90           | 39e (pen.)            | -       |
| Jean-François Larios | Milieu de terrain | 18.02.1981 | Madrid    | Espagne    | Amical                       | 1 - 0 | 90           | -                     | -       |
| Jean-François Larios | Milieu de terrain | 25.03.1981 | Feyenoord | Pays-Bas   | Eliminatoires Coupe du monde | 1 - 0 | 90           | -                     | -       |
| Jacques Zimako       | Attaquant         | 11.10.1980 | Limassol  | Chypre     | Eliminatoires Coupe du monde | 0 - 7 | 17           | 87e                   | -       |
| Jacques Zimako       | Attaquant         | 28.10.1980 | Paris     | Eire       | Eliminatoires Coupe du monde | 2 - 0 | 90           | 77e                   |         |
| Jacques Zimako       | Attaquant         | 19.11.1980 | Hanovre   | R.F.A.     | Amical                       | 4 - 1 | 90           | -                     | -       |
| Jacques Zimako       | Attaquant         | 25.03.1981 | Feyenoord | Pays-Bas   | Eliminatoires Coupe du monde | 1 - 0 | 27           | -                     | -       |
| Jacques Zimako       | Attaquant         | 29.04.1981 | Paris     | Belgique   | Eliminatoires Coupe du monde | 3 - 2 | 19           | -                     | -       |